# Wahtatkin
Wahtatkin (Wahtatkah, Watatkah), neidentificirano pleme Paviotso (Sjeverni Pajuti) Indijanaca koji su živjeli istočno od planina Cascade mts., i južno od Blue Mouintainsa (Plave planine) u Oregonu. Rani izvori navode ih pod nazivima Wah-tat-kin (Huntintgton in Ind. Aff. Rep., 466, 1865.) i Wa-tat-kah (U. S. Ind. Treat., 806, 1873.)